# Войтюк Віктор Семенович
Войтюк Віктор Семенович (7 червня 1950, Житомир, Україна) — український письменник, державний і громадський діяч. Заступник голови Ради старійшин, Керівник Управи Житомирської обласної (крайової) організації Політичної партії «Народний Рух України».

## Життєпис
Дитинство та юність пройшли в Житомирі.  Армія в учбовому центрі м. Руза.     
Освіта середня спеціальна, у 1978 році закінчив Київський будівельний технікум, Навчався у Київський інженерно-будівельний інститут Час навчання: 1979 - 1983 спеціаліст з будівництва та експлуатації будинків. Дата прийняття Присяги державного службовця: 10. 1996р. присвоєно десятий ранг державного службовця.
Сімейний стан: одружений, має двох синів 1986 і 1991  р. н.
Член Політичної партії «Народний Рух України» з 1989 року.  Є ветераном, борцем за незалежність України у XX столітті.

## Доробок
Автор книг:  Ювілей.  Нора-прінт, 2001 рік. Наше життя [Текст] : вірші, 2005 рік.  Для Вас... [Текст] : [вірші, оповідання] 2009 рік. Во ім'я отця, сина і святого духа. Амінь [Текст] : [вірші двонадесятих свят] 2014 рік. Буремні роки...2013 - 2017 [вірші, оповідання].